# Nagojanahalli
Nagojanahalli là một thị xã panchayat của quận Dharmapuri thuộc bang Tamil Nadu, Ấn Độ.

## Nhân khẩu
Theo điều tra dân số năm 2001 của Ấn Độ, Nagojanahalli có dân số 8402 người. Phái nam chiếm 51% tổng số dân và phái nữ chiếm 49%. Nagojanahalli có tỷ lệ 60% biết đọc biết viết, cao hơn tỷ lệ trung bình toàn quốc là 59,5%: tỷ lệ cho phái nam là 70%, và tỷ lệ cho phái nữ là 49%. Tại Nagojanahalli, 12% dân số nhỏ hơn 6 tuổi.